# 2009-es cannes-i fesztivál
A 62. cannes-i fesztivált 2009. május 13 és 24 között rendezték meg, Isabelle Huppert francia színésznő-filmproducer elnökletével. A hivatalos versenyprogramban 20 nagyjátékfilm és 8 rövidfilm szerepelt; az Un certain regard szekcióban 20, a Cinéfondation keretében 17, míg versenyen kívül 5 alkotást, valamint különféle szekciókba szervezve további 28 filmet vetítettek. A párhuzamos rendezvények Kritikusok Hete szekciójában 7 (külön vetítésen további három) nagyjátékfilmet és 7 rövid- és közepes hosszúságú filmet mutattak be, a Rendezők Kéthete elnevezésű szekció keretében pedig 24 nagyjátékfilm, valamint 14 alternatív és fikciós kisfilm vetítésére került sor.

## 2009. évi fesztivál

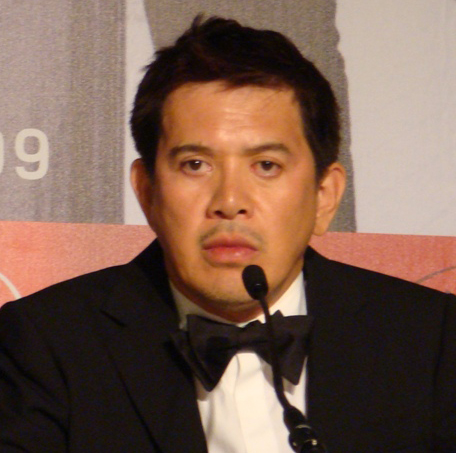
A legjobb rendező: Brillante Mendoza

Az előző évhez képest, amely széles teret engedett az új filmesekkel való ismerkedésnek, a 2009-es fesztivál inkább a már jól ismert rendezőkre támaszkodott. A hivatalos válogatás egyötödét olyan, már Arany Pálmát nyert alkotók filmjei tették ki, mint a dán Lars von Trier, a brit Ken Loach, az új-zélandi Jane Campion és az amerikai Quentin Tarantino. A sor további nagy nevekkel folytatódik: Alain Resnais, Jacques Audiard, Marco Bellocchio, Pedro Almodóvar, Michael Haneke, Ang Lee, Terry Gilliam… A kétszeres fődíjas, Francis Ford Coppola is Cannes-ba utazott; legutóbbi alkotása, a Tetro, a Rendezők Kéthete szekcióban került vetítésre. Ami a filmek területi megoszlást illeti, előtérbe kerültek az európai és az ázsiai alkotások, s a megszokottnál kevesebb amerikai érkezett.
Nyolc évvel Liv Ullmann elnöksége után ismét nő irányította a nagyjátékfilmek zsűrijének munkáját. Neve már ismerősen csengett Cannes-ban; addig 17 versenyfilmben szerepelt és kétszer kapta meg a legjobb női alakítás díját: Claude Chabrol Violette Nozière című bűnügyi filmdrámájának címszerepéért (1978), valamint Michael Haneke A zongoratanárnő című filmje főszerepének megformálásáért.
A hivatalos válogatást a közelmúltban szívrohamban elhunyt holland filmproducer, Wouter Barendrecht emlékének szentelték. A nyitófilm Walt Disney-produkció volt: Peter Docter Fel című, versenyen kívüli, egész estét betöltő animációs filmje, míg a fesztivál eseményeit Jan Kounen Coco Chanel és Igor Stravinsky legendás szerelmét feldolgozó, ugyancsak versenyen kívül vetített alkotása zárta  (Coco Chanel és Igor Stravinsky – Egy titkos szerelem története).

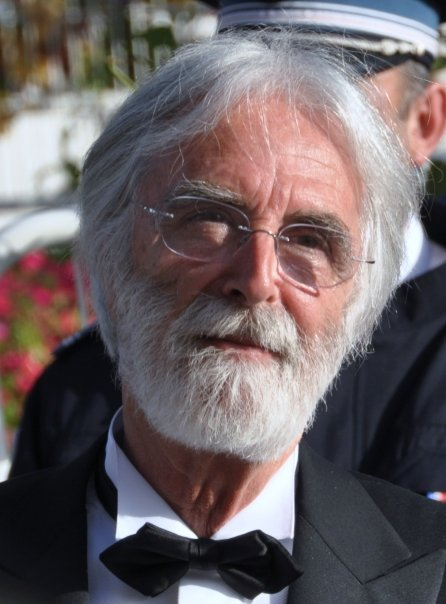
Az Arany Pálmás Michael Haneke

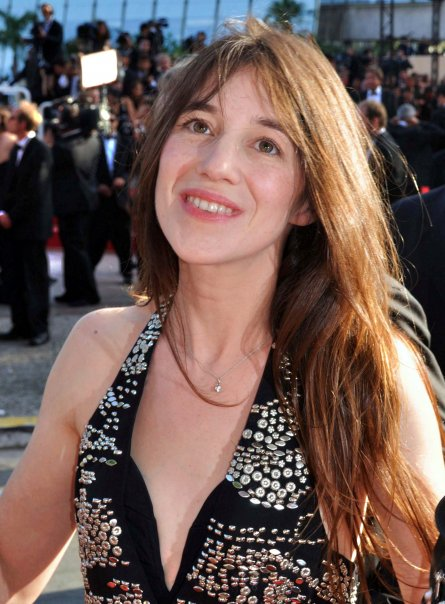
A legjobb színésznő: Charlotte Gainsbourg

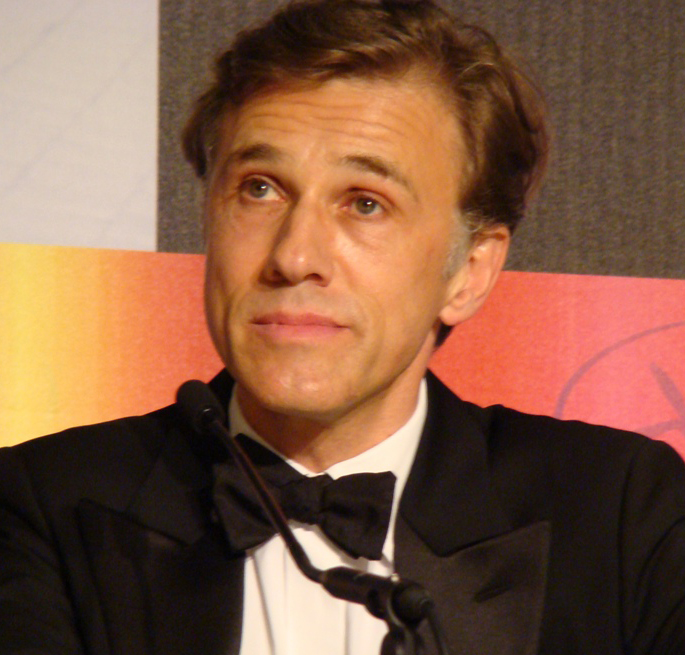
A legjobb színész: Christoph Waltz

A zsűri döntése szerint az Arany Pálmát az osztrák Michael Haneke A fehér szalag című, fekete-fehérben forgatott háborús drámája érdemelte ki. A film egyben elnyerte a Filmkritikusok Nemzetközi Szövetsége (FIPRESCI) díját és az ökumenikus zsűri külön dicséretét. Nagydíjas lett a francia Jacques Audiard alkotása, A próféta. A legjobb rendezésért a fülöp-szigeteki Brillante Mendoza vehetett át díjat (Kinatay) – a döntés a közönség hangos nemtetszését és értetlenkedését váltotta ki. A legjobb színésznő Charlotte Gainsbourg (Antikrisztus), míg a legjobb színész Christoph Waltz (Becstelen brigantyk) lett. Két film érdemelte ki a zsűri díját: a koreai Szomjúság és a brit Akvárium. A francia film „nagy öregje”, Alain Resnais, „életműve egészéért és a filmtörténethez való kivételes hozzájárulásáért.” különdíjat vehetett át. A fesztivál nagy vesztese Quentin Tarantino utolsó pillanatban készre vágott Becstelen brigantyk című, háborús alkotása lett; mind a közönség, mind a filmes szakma nagy érdeklődéssel várta, díjat azonban nem kapott.
 A fesztivál hivatalos válogatásában a magyar filmművészetet nem képviselte alkotás. A Rendezők Kéthete szekcióban mutatták be Kenyeres Bálint A repülés története című, magyar-francia koprodukcióban készített kosztümös kisjátékfilmjét. A fesztiválra kiutazott hivatalos delegáció tagja volt Kenyeres Bálint rendező, Erdély Mátyás operatőr, Hutlassa Tamás producer, Durst György társproducer és Kertész Bence gyártásvezető. Magyar vonatkozása volt még a cannes-i rendezvényfolyamnak, hogy a Kritikusok Hete szekcióban bemutatott, s a Drámaírók és Zeneszerzők Szövetsége SACD-díját elnyert, belga-holland-magyar koprodukcióban készült Elveszett személyek körzete társproducere Kántor László, zeneszerzője Márkos Albert, főszereplője pedig Hajdu Zoltán Miklós.
A fesztivál plakátján Monica Vitti volt látható, Michelangelo Antonioni A kaland című filmjének egy jelenetében, mivel a Cannes-i Klasszikusok keretében bemutatásra kerülő felújított filmek közül hajdanában a nagy sikert aratott alkotások egyike volt. Martin Scorsese tiszteletbeli elnökletével a szekcióban olyan további új hullámos nagyságok alkotásai is helyet kaptak, mint Jean-Luc Godard (Bolond Pierrot), Joseph Losey (Baleset, Don Giovanni), Luchino Visconti (Érzelem), Jacques Tati (Hulot úr nyaral), Sergio Leone (Egy marék dinamit), vagy a magyar származású Emeric Pressburger (Piros cipellők). Ugyancsak e szekcióban mutattak be egy eddig soha nem vetített Romy Schneider-filmet L'enfer d'Henri-Georges Clouzot.

## Zsűri

### Versenyprogram
- Isabelle Huppert, színésznő-filmproducer –  Franciaország – a zsűri elnöke
- Asia Argento, színésznő, rendező, forgatókönyvíró –  Olaszország
- Nuri Bilge Ceylan, filmrendező, forgatókönyvíró –  Törökország
- Lee Chang-dong, író, filmrendező, forgatókönyvíró –  Dél-Korea
- James Gray, filmrendező, forgatókönyvíró –  Amerikai Egyesült Államok
- Hanif Kureishi, író, forgatókönyvíró –  Egyesült Királyság
- Su Csi (Shu Qi), színésznő –  Tajvan
- Sharmilla Tagore, színésznő –  India
- Robin Wright Penn, színésznő –  Amerikai Egyesült Államok

### Cinéfondation és rövidfilmek
- John Boorman, filmrendező, író, producer –  Egyesült Királyság – a zsűri elnöke
- Bertrand Bonello, filmrendező –  Franciaország
- Ferid Boughedir, filmrendező –  Tunézia
- Leonor Silveira, színésznő –  Portugália
- Csang Ce-ji (Zhang Ziyi), színésznő –  Kína

### Un Certain Regard
- Paolo Sorrentino, filmrendező –  Olaszország – a zsűri elnöke
- Uma Da Cunha, újságíró és fesztiválszervező –  India
- Julie Gayet, színésznő –  Franciaország
- Piers Handling, a Torontói Fesztivál igazgatója –  Kanada
- Marit Kapla, újságíró –  Svédország

### Arany Kamera
- Roschdy Zem, színész-rendező –  Franciaország
- Diane Baratier, operatőr –  Franciaország
- Olivier Chiavassa, a Filmtechnikai Ipari Szövetség képviselője –  Franciaország
- Sandrine Ray, filmrendező –  Franciaország
- Charles Tesson, a Filmkritikusi Testület képviselője –  Franciaország
- Edouard Waintrop, filmkritikus, a Fribourgi Fesztivál igazgatója –  Franciaország

## Hivatalos válogatás

### Nagyjátékfilmek versenye
- À l’origine – rendező: Xavier Giannoli
- Antichrist (Antikrisztus)[7] – rendező: Lars von Trier
- Bakjwi (Szomjúság) – rendező: Park Chan-Wook
- Bright Star (Fényes csillag) – rendező: Jane Campion
- Csun feng csen cuj tö je van (Chun feng chen zui de ye wan) – rendező: Lou Je (Lou Ye)
- Das weiße Band (A fehér szalag) – rendező: Michael Haneke
- Enter the Void (Hirtelen az üresség) – rendező: Gaspar Noé
- Fish Tank (Akvárium) – rendező: Andrea Arnold
- Fuk sau[8] – rendező: Johnnie To
- Inglourious Basterds (Becstelen brigantyk) – rendező: Quentin Tarantino
- Kinatay – rendező: Brillante Mendoza
- Les herbes folles – rendező: Alain Resnais
- Looking for Eric (Barátom Eric) – rendező: Ken Loach
- Los abrazos rotos (Megtört ölelések) – rendező: Pedro Almodóvar
- Map of the Sounds of Tokyo (Tokiói légyottok) – rendező: Isabel Coixet
- Taking Woodstock (Woodstock a kertemben) – rendező: Lee Ang
- The Time That Remains – rendező: Elia Suleiman
- Un prophète (A próféta) – rendező: Jacques Audiard
- Vincere – rendező: Marco Bellocchio
- Visages – rendező: Caj Ming-liang (Tsai Ming-liang)

### Nagyjátékfilmek versenyen kívül
- Agora (Agora) – rendező: Alejandro Amenábar

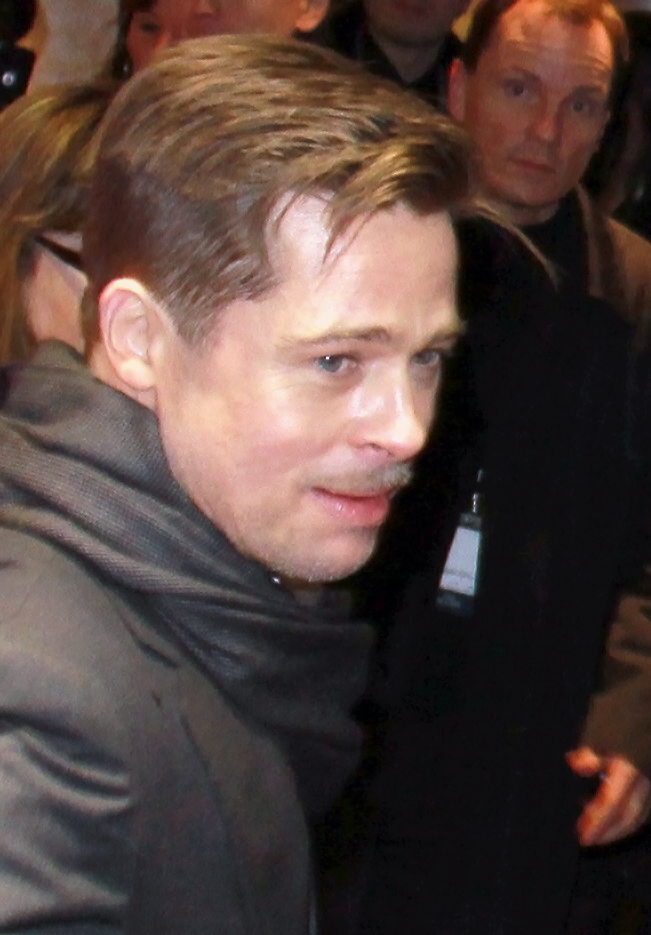
Brad Pitt

- Brad PittCoco Chanel & Igor Stravinsky (Coco Chanel és Igor Stravinsky – Egy titkos szerelem története) – rendező: Jan Kounen
- L'armée du crime (A bűn serege) – rendező: Robert Guédiguian
- The Imaginarium of Doctor Parnassus (Doctor Parnassus és a képzelet birodalma) – rendező: Terry Gilliam
- Up (Fel)[7] – rendező: Peter Docter

#### Éjféli előadások
- Drag Me to Hell (Pokolba taszítva) – rendező: Sam Raimi
- Ne te retourne pas (Ne nézz vissza!) – rendező: Marina de Van
- Panique au village[9] (Pánikfalva) – rendező: Stéphane Aubier és Vincent Patar

#### Különleges előadások
- Jaffa – rendező: Keren Yedaya
- L'épine dans le cœur – rendező: Michel Gondry
- Manila – rendező: Adolfo Alix Jr. és Raya Martin
- Min ye – rendező: Souleymane Cissé
- My Neighbor, My Killer – rendező: Anne Aghion
- Petition (Panaszbíróság) – rendező: Csao Liang (赵亮, Zhao Liang)

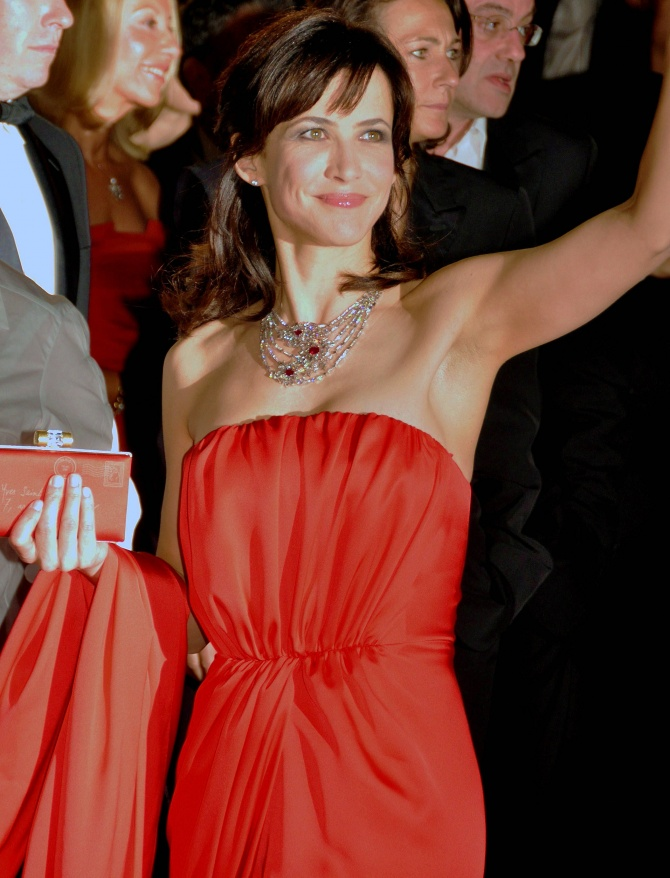
Sophie Marceau

#### Cannes-i Klasszikusok
- Accident (Baleset)[7] – rendező: Joseph Losey
- Al-mummia – rendező: Chadi Abdel Salam
- An uns glaubt Gott nicht mehr – rendező: Axel Corti
- Don Giovanni (Don Giovanni) – rendező: Joseph Losey
- Giù la testa (Egy marék dinamit) – rendező: Sergio Leone
- Gu ling jie shao nian sha ren shi jian[10]  (Szép nyári nap) – rendező: Edward Yang
- Jeu de tournage – rendező: Stig Björkman
- L’Avventura (A kaland) – rendező: Michelangelo Antonioni
- L'enfer d'Henri-Georges Clouzot[6] – rendező: Henri-Georges Clouzot, Serge Bromberg, Ruxandra Medrea
- Les vacances de Monsieur Hulot (Hulot úr nyaral) – rendező: Jacques Tati
- Les yeux sans visage (Szemek arc nélkül) – rendező: Georges Franju
- Loin Vietnam – rendező: Joris Ivens, William Klein, Claude Lelouch, Agnès Varda, Jean-Luc Godard, Chris Marker és Alain Resnais
- Pierrot le fou (Bolond Pierrot) – rendező: Jean-Luc Godard
- Redes – rendező: Emilio Gómez Muriel és Fred Zinnemann
- Senso (Érzelem) – rendező: Luchino Visconti
- The Red Shoes (Piros cipellők) – rendező: Michael Powell és Emeric Pressburger
- Victim – rendező: Basil Dearden
- Wake in Fright[11] (Félelemben élni) – rendező: Ted Kotcheff
- Yeonsangon – rendező: Shin Sang-ok

### Un Certain Regard
- À Deriva – rendező: Heitor Dhalia
- Amintiri din epoca de aur (Mesék az aranykorból) – rendező: Hanno Höfer, Razvan Marculescu, Cristian Mungiu, Constantin Popescu és Ioana Uricaru
- Demain dès l'aube – rendező: Denis Dercourt
- Einayim Petukhoth[12] (Tágra nyílt szemek) – rendező: Haim Tabakman
- Independencia – rendező: Raya Martin
- Irène – rendező: Alain Cavalier
- Kasi az gorbehaye irani khabar nadareh (Perzsa macskák) – rendező: Bahman Ghobadi
- Kúki ningjó – rendező: Koreeda Hirokazu
- Kynodontas (Kutyafog) – rendező: Jórgosz Lánthimosz
- Le père de mes enfants (Gyermekeim apja) – rendező: Mia Hansen-Løve
- Los viajes del viento – rendező: Ciro Guerra
- Morrer como un homem – rendező: João Pedro Rodrigues
- Mother – rendező: Bong Joon-ho
- Nang mai – rendező: Pen-Ek Ratanaruang
- Politist, adjectiv (Rendészet, nyelvészet) – rendező: Corneliu Porumboiu
- Precious (Precious - A boldogság) – rendező: Lee Daniels
- Samson and Delilah – rendező: Warwick Thornton
- Szkazka pro temnotu – rendező: Nyikolaj Khomeriki
- The Silent Army – rendező: Jean van de Velde
- Tsar (Cár) – rendező: Pavel Lungin

### Rövidfilmek versenye
- After Tomorrow – rendező: Emma Sullivan
- Arena – rendező: João Salaviza
- Ciao Mama – rendező: Goran Odvorcic Laila Pakalnina
- Larsog Peter – rendező: Daniel Borgman
- L'homme à La Gordini – rendező: Jean-Christophe Lie
- Missen – rendező: Jochem de Vries
- Rumbo a peor – rendező: Alex Brendemühl
- The Six Dollar Fifty Man – rendező: Mark Albiston és Louis Sutherland

### Cinéfondation
- #1 – rendező: Noamir Castéra (Ecole Nationale Supérieure des Arts Visuels – La Cambre,  Belgium)
- Bába – rendező: Zuzana Kirchnerová-Špidlová  (Filmová a televizní fakulta Akademie múzických umění v Praze,  Csehország)
- By the Grace of God – rendező: Ralitza Petrova (National Film and Television School,  Egyesült Királyság)
- Chapa – rendező: Thiago Ricarte (Fundação Armando Alvares Penteado,  Brazília)
- Diploma – rendező: Yaelle Kayam (The Sam Spiegel Film & TV School,  Izrael)
- Don't Step Out of the House – rendező: Jo Sung-hee (Korean Academy of Film Arts,  Dél-Korea)
- El boxeador – rendező: Juan Ignacio Pollio (Universidad del Cine,  Argentína)
- Goodbye – rendező: Song Fang (Beijing Film Academy,  Kína)
- Gutter – rendező: Daniel Day (New York University,  Amerikai Egyesült Államok)
- Il naturalista – rendező: Giulia Barbera, Gianluca Lo Presti, Federico Parodi és Michele Tozzi (Centro Sperimentale di Cinematografia,  Olaszország
- Kasi – rendező: Elisabet Lladó (Institut des Arts de Diffusion,  Belgium)
- Le contretemps – rendező: Dominique Baumard (La Fémis,  Franciaország)
- Malzonkowie – rendező: Dara Van Dusen  (Państwowa Wyższa Szkoła Filmowa, Telewizyjna i Teatralna im. Leona Schillera w Łodzi,  Lengyelország)
- Segal – rendező: Yuval Shani  (Tel-Aviv University,  Izrael)
- Sylfidden – rendező: Dorte Bengtson (Den Danske Filmskole,  Dánia)
- The Horn – rendező: Yim Kyung-dong  (Kaywon School of Art,  Dél-Korea)
- Traverser – rendező: Hugo Frassetto (La Poudrière,  Franciaország)

## Párhuzamos rendezvények

### Kritikusok Hete

#### Nagyjátékfilmek
- Adieu Gary Cooper – rendező: Nassim Amaouche
- Altiplano (Párizsban) – rendező: Peter Brosens és Jessica Hope Woodworth
- Huacho – rendező: Alejandro Fernández Almendras
- Lost Persons Area (Elveszett személyek körzete) – rendező: Caroline Strubbe
- Mal día para pescar – rendező: Álvaro Brechner
- Ordinary People – rendező: Vladimir Perišić
- Sirta la gal ba (Suttogás a szélben) – rendező: Shahram Alidi

#### Rövidfilmek
- C’est gratuit pour les filles – rendező: Marie Amachoukeli-Barsacq és Claire Burger
- Logorama – rendező: François Alaux, Hervé de Crécy és Ludovic Houplain
- Noche adentro – rendező: Pablo Lamar
- Runaway – rendező: Cordell Barker
- Slitage – rendező: Patrick Eklund
- Together – rendező: Eicke Bettinga
- Tulum – rendező: Dalibor Matanić

### Rendezők Kéthete

#### Nagyjátékfilmek
- Ajami (Ajami) – rendező: Scandar Copti és Yaron Shani
- Amreeka (Amreeka) – rendező: Cherien Dabis
- Carcasses – rendező: Denis Côté
- Daniel y Ana – rendező: Michel Franco
- De helaasheid der dingen (Szarul állnak a dolgok) – rendező: Felix Van Groeningen
- Iztocsni pieszi (Keleti játszma) – rendező: Kamen Kalev
- Go Get Some Rosemary – rendező: Benny és Josh Safdie
- Here – rendező: Ho Tzu-Nyen
- Humpday (A legmelegebb nap) – rendező: Lynn Shelton
- I Love You Philip Morris – rendező: Glenn Ficarra és John Requa
- J’ai tué ma mère (Megöltem anyámat) – rendező: Xavier Dolan
- Jal Aljido Motamyunseo – rendező: Hong Sang-soo
- Karaoke – rendező: Christopher Chan Fui Chong
- La famille Wolberg (A Wolberg család) – rendező: Axelle Ropert
- La pivellina (A kicsi) – rendező: Tizza Covi és Rainer Frimmel
- La terre de la folie – rendező: Luc Moullet
- Le roi de l’évasion – rendező: Alain Guiraudie
- Les beaux gosses (Helyes kölykök) – rendező: Riad Sattouf
- Navidad (Navidad) – rendező: Sebastián Campos[13]
- Ne change rien – rendező: Pedro Costa
- Oxhide II – rendező: Liu Jiayin
- Polytechnique – rendező: Denis Villeneuve
- Tetro (Tetro) – rendező: Francis Ford Coppola
- Yuki & Nina – rendező: Hippolyte Girardot és Szuva Nobuhiro

#### Rövidfilmek
- A repülés története – rendező: Kenyeres Bálint
- American Minor – rendező: Charlie White
- Anna – rendező: Rúnar Runarsson
- Canção de amor e saúde – rendező: João Nicolau
- Cicada – rendező: Amiel Courtin-Wilson
- Drömmar Från Skogen – rendező: Johannes Nyholm
- Dust Kid – rendező: Yumi Jung
- El ataque de los robots de Nebulosa-5 (A Nebula-5 robotjainak támadása) – rendező: Chema Garcia Ibarra
- Jagdfieber – rendező: Alessandro Comodin
- John Wayne Hated Horses – rendező: Andrew Betzer
- Les Fugitives – rendező: Guillaume Leiter
- Nice – rendező: Maud Alpi
- Superbarroco – rendező: Renata Pinheiro
- Thermidor – rendező: Virgil Vernier

## Díjak

### Nagyjátékfilmek
- Arany Pálma: Das weiße Band (A fehér szalag)[7] – rendező: Michael Haneke
- Nagydíj: Un prophète (A próféta) – rendező: Jacques Audiard
- Legjobb rendezés díja: Kinatay – rendező: Brillante Mendoza
- A zsűri díja:
  - Bakjwi (Szomjúság) – rendező: Park Chan-Wook
  - Fish Tank (Akvárium) – rendező: Andrea Arnold
- Legjobb női alakítás díja: Charlotte Gainsbourg – Antichrist (Antikrisztus)
- Legjobb férfi alakítás díja: Christoph Waltz – Inglourious Basterds (Becstelen brigantyk)
- Legjobb forgatókönyv díja: Csun feng csen cuj tö je van (Chun feng chen zui de ye wan) – forgatókönyvíró: Mej Feng (Mei Feng)
- Különdíj: Alain Resnais[14]

### Un Certain Regard
- Un certain regard díj: Kynodontas (Kutyafog) – rendező: Jórgosz Lánthimosz
- Un Certain Regard zsűri díja: Politist, adjectiv (Rendészet, nyelvészet) – rendező: Corneliu Porumboiu
- Un Certain Regard különdíj:
  - Kasi az gorbehaye irani khabar nadareh (Perzsa macskák) – rendező: Bahman Ghobadi
  - Le père de mes enfants (Gyermekeim apja) – rendező: Mia Hansen-Løve

### Rövidfilmek
- Arany Pálma (rövidfilm): Arena – rendező: João Salaviza
- A zsűri díja (rövidfilm): The Six Dollar Fifty Man – rendező: Mark Albiston és Louis Sutherland

### Cinéfondation
- A Cinéfondation első díja: *Bába – rendező: Zuzana Kirchnerová-Špidlová
- A Cinéfondation második díja: *Goodbye – rendező: Song Fang
- A Cinéfondation harmadik díja:
  - Diploma – rendező: Yaelle Kayam
  - Don't Step Out of the House – rendező: Jo Sung-hee

### Arany Kamera
- Arany Kamera: Samson and Delilah[15] – rendező: Warwick Thornton
- Arany Kamera – Külön dicséret: Ajami[16] – rendező: Scandar Copti és Yaron Shani

### Egyéb díjak
- Tiszteletbeli Pálma: Clint Eastwood[17]
- FIPRESCI-díj:
  - Das weiße Band (A fehér szalag) – rendező: Michael Haneke
  - Politist, adjectiv[15] (Rendészet, nyelvészet) – rendező: Corneliu Porumboiu
  - Amreeka[16] – rendező: Cherien Dabis
- Technikai-művészi CST-díj: Aitor Berenguer hangmérnök – Map of the Sounds of Tokyo (Tokiói légyottok)
- Ökumenikus zsűri díja: Looking for Eric (Barátom Eric) – rendező: Ken Loach
- Ökumenikus zsűri külön dicsérete: Das weiße Band (A fehér szalag) – rendező: Michael Haneke
- Ifjúság díja: Kynodontas (Kutyafog) – rendező: Jórgosz Lánthimosz
- François Chalais-díj: Kasi az gorbehaye irani khabar nadareh (Perzsa macskák) – rendező: Bahman Ghobadi
- Chopard Trófea: Léa Seydoux, David Kross

## Hírességek
Alain Resnais, André Dussollier, Ang Lee, Anthony Delon, Bill Clinton, Brad Pitt, Charles Aznavour, Charlotte Gainsbourg, Christoph Waltz, Christopher Plummer, Claudia Cardinale, Diane Kruger, Doutzen Kroes, Elsa Pataky, Elsa Zylberstein, Emile Hirsch, Éric Cantona, Eva Longoria Parker, Evangeline Lilly, Gérard Depardieu, Giovanna Mezzogiorno, Giovanni Ribisi, Grégoire Colin, Isabelle Adjani, Jane Campion, Jean Rochefort, Jean-Pierre Léaud, Jerry Lewis, Johnny Hallyday, Juliette Binoche, Ken Loach, Kevin Pollak, Kristin Scott Thomas, Laetitia Casta, Lambert Wilson, Laura Harring, Lenny Kravitz, Mads Mikkelsen, Mariah Carey, Marion Cotillard, Mathieu Amalric, Michael Fassbender, Mike Myers, Mike Tyson, Monica Bellucci, Niels Arestrup, Paris Hilton, Pedro Almodóvar, Penélope Cruz, Pierre Richard, Rachel Weisz, Ralph Fiennes, Rosanna Arquette, Saïd Taghmaoui, Sharon Stone Sophie Marceau, Sylvie Testud, Tilda Swinton, Ursula Andress, Vincent Cassel, Willem Dafoe